# A hatalom hálójában epizódjainak listája
Ez a cikk A hatalom hálójában című sorozat epizódjait listázza.

## Évados áttekintés
| Évad | Évad | Epizódok | Eredeti sugárzás | Eredeti sugárzás     | Eredeti adó      | Magyar sugárzás    | Magyar sugárzás  | Magyar adó |
| Évad | Évad | Epizódok | Évadpremier      | Évadfinálé           | Eredeti adó      | Évadpremier        | Évadfinálé       | Magyar adó |
| ---- | ---- | -------- | ---------------- | -------------------- | ---------------- | ------------------ | ---------------- | ---------- |
|      | 1    | 13       | 2007. július 24. | 2007. október 23.    | FX               | 2009. január 30.   | 2009. május 8.   | RTL Klub   |
|      | 2    | 13       | 2009. január 7.  | 2009. április 1.     | FX               | 2010. január 8.    | 2010. április 9. | RTL Klub   |
|      | 3    | 13       | 2010. január 25. | 2010. április 19.    | FX               | 2011. október 7.   | 2012. január 13. | AXN        |
|      | 4    | 10       | 2011. július 13. | 2011. szeptember 14. | Audience Network | 2015. november 12. | 2016. január 28. | RTL Klub   |
|      | 5    | 10       | 2012. július 11. | 2012. szeptember 12. | Audience Network | 2017. február 2.   | 2017. március 2. | RTL Klub   |

## 1. évad (2007)
| Sor. | Év. | Cím                                                      | Rendező           | Író                                                        | Premier                                | Nézettség   |
| ---- | --- | -------------------------------------------------------- | ----------------- | ---------------------------------------------------------- | -------------------------------------- | ----------- |
| 1.   | 1.  | Az ügy (Get Me a Lawyer)                                 | Allen Coulter     | Todd A. Kessler, Glenn Kessler és Daniel Zelman            | 2007. július 24. 2009. január 30.      | 3,66 millió |
| 2.   | 2.  | Jézus, Mária és Joe Cocker (Jesus, Mary, and Joe Cocker) | Greg Yaitanes     | Todd A. Kessler, Glenn Kessler és Daniel Zelman            | 2007. július 31. 2009. február 6.      | 2,93 millió |
| 3.   | 3.  | Halálos félelem (And My Paralyzing Fear of Death)        | John David Coles  | Todd A. Kessler, Glenn Kessler és Daniel Zelman            | 2007. augusztus 7. 2009. február 13.   | 2,06 millió |
| 4.   | 4.  | Hamis tanú (Tastes Like a Ho-Ho)                         | Larry Trilling    | Mark Fish                                                  | 2007. augusztus 14. 2009. február 20.  | 2,12 millió |
| 5.   | 5.  | Felelős döntés (A Regular Earl Anthony)                  | Jean DeSegonzac   | Todd A. Kessler, Glenn Kessler, Daniel Zelman és Mark Fish | 2007. augusztus 21. 2009. február 27.  | 2,15 millió |
| 6.   | 6.  | Vallomás (She Spat at Me)                                | Mario Van Peebles | Mark Fish                                                  | 2007. szeptember 4. 2009. március 6.   | 3,55 millió |
| 7.   | 7.  | Szorul a hurok (We Are Not Animals)                      | Dan Attias        | Aaron Zelman                                               | 2007. szeptember 11. 2009. március 13. | n.a         |
| 8.   | 8.  | Sötét múlt (Blame the Victim)                            | Guy Ferland       | Willie Reale és Davey Holmes                               | 2007. szeptember 18. 2009. március 20. | 1,70 millió |
| 9.   | 9.  | Mardosó bűntudat (Do You Regret What We Did?)            | Thomas Carter     | Todd A. Kessler, Glenn Kessler és Daniel Zelman            | 2007. szeptember 25. 2009. március 27. | 1,17 millió |
| 10.  | 10. | Anyai ösztön (Sort of Like a Family)                     | Timothy Busfield  | Mark Fish és Jeremy Doner                                  | 2007. október 2. 2009. április 3.      | n.a         |
| 11.  | 11. | Gyűlöletből jeles (I Hate These People)                  | Ed Bianchi        | Adam Stein                                                 | 2007. október 9. 2009. április 17.     | n.a         |
| 12.  | 12. | Nincs visszaút (There's No 'We' Anymore)                 | Mario Van Peebles | Todd A. Kessler, Glenn Kessler és Daniel Zelman            | 2007. október 16. 2009. április 24.    | 1,38 millió |
| 13.  | 13. | Az alku (Because I Know Patty)                           | Todd A. Kessler   | Todd A. Kessler, Glenn Kessler és Daniel Zelman            | 2007. október 23. 2009. május 8.       | 1,69 millió |

## 2. évad (2009)
| Sor. | Év. | Cím                                                            | Rendező            | Író                                             | Premier                             | Nézettség   |
| ---- | --- | -------------------------------------------------------------- | ------------------ | ----------------------------------------------- | ----------------------------------- | ----------- |
| 14.  | 1.  | Mindenki hazudik (I Lied, Too)                                 | Todd A. Kessler    | Todd A. Kessler, Glenn Kessler és Daniel Zelman | 2009. január 7. 2010. január 8.     | 1,72 millió |
| 15.  | 2.  | Bizalmas jelentés (Burn It, Shred It, I Don't Care)            | Jean de Segonzac   | Todd A. Kessler, Glenn Kessler és Daniel Zelman | 2009. január 14. 2010. január 15.   | 1,14 millió |
| 16.  | 3.  | Ködös múlt (I Knew Your Pig)                                   | Constantine Makris | Todd A. Kessler, Glenn Kessler és Daniel Zelman | 2009. január 21. 2010. január 22.   | 0,76 millió |
| 17.  | 4.  | A gyűrű hatalma (Hey! Mr. Pibb!)                               | Mario Van Peebles  | Aaron Zelman                                    | 2009. január 28. 2010. január 29.   | 1,03 millió |
| 18.  | 5.  | Gyanakvás (I Agree, It Wasn't Funny)                           | Tate Donovan       | Mark Fish                                       | 2009. február 4. 2010. február 5.   | 0,85 millió |
| 19.  | 6.  | Nyulat a bokorból (A Pretty Girl in a Leotard)                 | Greg Yaitanes      | Adam Stein                                      | 2009. február 11. 2010. február 12. | 0,94 millió |
| 20.  | 7.  | A koronatanú (New York Sucks)                                  | Matthew Penn       | Jeremy Doner                                    | 2009. február 18. 2010. február 19. | 0,86 millió |
| 21.  | 8.  | Az utolsó leheletig (They Had to Tweeze That Out of My Kidney) | Michael Pressman   | Aaron Zelman                                    | 2009. február 25. 2010. február 26. | 0,89 millió |
| 22.  | 9.  | Árral szemben (You Got Your Prom Date Pregnant)                | Ed Bianchi         | Mark Fish                                       | 2009. március 4. 2010. március 5.   | 0,97 millió |
| 23.  | 10. | Anyai ösztön (Uh Oh, Out Come the Skeletons)                   | Tate Donovan       | Todd A. Kessler, Glenn Kessler és Daniel Zelman | 2009. március 11. 2010. március 12. | 0,70 millió |
| 24.  | 11. | A londoni kapcsolat (London Of Course)                         | Andy Wolk          | Todd A. Kessler és Daniel Zelman                | 2009. március 18. 2010. március 19. | 0,63 millió |
| 25.  | 12. | A pokol bugyrai (Look What He Dug Up This Time)                | Matthew Penn       | Daniel Zelman és Glenn Kessler                  | 2009. március 25. 2010. március 26. | 0,89 millió |
| 26.  | 13. | Bizalom (Trust Me)                                             | Todd A. Kessler    | Glenn Kessler és Todd A. Kessler                | 2009. április 1. 2010. április 9.   | 1,05 millió |

## 3. évad (2010)
| Sor. | Év. | Cím                                                   | Rendező          | Író                                             | Premier                              | Nézettség   |
| ---- | --- | ----------------------------------------------------- | ---------------- | ----------------------------------------------- | ------------------------------------ | ----------- |
| 27.  | 1.  | Titkos szálak (Your Secrets Are Safe)                 | Todd A. Kessler  | Todd A. Kessler, Glenn Kessler és Daniel Zelman | 2010. január 25. 2011. október 7.    | 1,43 millió |
| 28.  | 2.  | Sikkasztás és válás (The Dog is Happier Without Her)  | Matthew Penn     | Aaron Zelman                                    | 2010. február 1. 2011. október 14.   | 1,02 millió |
| 29.  | 3.  | A 11-es járat (Flight's at 11:08)                     | Tony Goldwyn     | Mark Fish                                       | 2010. február 8. 2011. október 21.   | 1,08 millió |
| 30.  | 4.  | Családban marad (Don't Throw That at the Chicken)     | Matthew Penn     | Jeremy Doner                                    | 2010. február 15. 2011. október 28.  | 0,87 millió |
| 31.  | 5.  | Szülinapi meglepetés (It's Not My Birthday)           | Daniel Zelman    | Adam Stein                                      | 2010. február 22. 2011. november 4.  | 0,81 millió |
| 32.  | 6.  | Bizalom kérdése (Don't Forget to Thank Mr. Zedeck)    | Timothy Busfield | Aaron Zelman és Mark Fish                       | 2010. március 1. 2011. november 11.  | 0,97 millió |
| 33.  | 7.  | A kincses sziget (You Haven't Replaced Me)            | Glenn Kessler    | Todd A. Kessler                                 | 2010. március 8. 2011. november 18.  | 0,92 millió |
| 34.  | 8.  | Újra játékban (I Look Like Frankenstein)              | Chris Terrio     | Daniel Zelman                                   | 2010. március 15. 2011. november 25. | 0,97 millió |
| 35.  | 9.  | A leggyengébb láncszem (Drive it Through Hardcore)    | Tate Donovan     | Glenn Kessler                                   | 2010. március 22. 2011. december 2.  | 0,93 millió |
| 36.  | 10. | Arc a múltból (Tell Me I'm Not Racist)                | David Tuttman    | Todd A. Kessler                                 | 2010. március 29. 2011. december 9.  | 0,65 millió |
| 37.  | 11. | Sötét titkok (All That Crap About Your Family)        | Matthew Penn     | Daniel Zelman                                   | 2010. április 5. 2011. december 16.  | 0,75 millió |
| 38.  | 12. | Holló a hollónak (You Were His Little Monkey)         | Timothy Busfield | Glenn Kessler                                   | 2010. április 12. 2012. január 6.    | 0,76 millió |
| 39.  | 13. | Anyai ösztön (The Next One's Gonna Go in Your Throat) | Todd A. Kessler  | Todd A. Kessler, Glenn Kessler és Daniel Zelman | 2010. április 19. 2012. január 13.   | 0,91 millió |

## 4. évad (2011)
| Sor. | Év. | Cím                                                                                     | Rendező          | Író                                             | Premier                                |
| ---- | --- | --------------------------------------------------------------------------------------- | ---------------- | ----------------------------------------------- | -------------------------------------- |
| 40.  | 1.  | Nincs más út (There's Only One Way to Try a Case)                                       | Todd A. Kessler  | Todd A. Kessler, Glenn Kessler és Daniel Zelman | 2011. július 13. 2015. november 12.    |
| 41.  | 2.  | Túl sok (I've Done Way Too Much for This Girl)                                          | Todd A. Kessler  | Nancy Fichman és Jennifer Hoppe-House           | 2011. július 20. 2015. november 19.    |
| 42.  | 3.  | A régi iroda (I'd Prefer My Old Office)                                                 | Nick Gomez       | Jason Wilborn                                   | 2011. július 27. 2015. november 26.    |
| 43.  | 4.  | A következő ital (Next One's on Me, Blondie)                                            | Timothy Busfield | Joe Weisberg                                    | 2011. augusztus 3. 2015. december 3.   |
| 44.  | 5.  | A méregfog (We'll Just Have to Find Another Way to Cut the Balls Off of This Thing)     | David Tuttman    | Nancy Fichman és Jennifer Hoppe-House           | 2011. augusztus 10. 2015. december 10. |
| 45.  | 6.  | Százmillió dolláros üzlet (Add That Little Hopper to Your Stew)                         | Timothy Busfield | Jason Wilborn                                   | 2011. augusztus 17. 2015. december 17. |
| 46.  | 7.  | A küldetés (I'm Worried About My Dog)                                                   | Glenn Kessler    | Josh Payne                                      | 2011. augusztus 24. 2016. január 7.    |
| 47.  | 8.  | A hosszú háború (The War Will Go on Forever)                                            | Nick Gomez       | Todd A. Kessler, Glenn Kessler és Daniel Zelman | 2011. augusztus 31. 2016. január 14.   |
| 48.  | 9.  | Pletykafészek (There's a Whole Slew of Ladies with Bad Things to Say About the Taliban) | David Tuttman    | Todd A. Kessler, Glenn Kessler és Daniel Zelman | 2011. szeptember 7. 2016. január 21.   |
| 49.  | 10. | A kudarc (Failure is Lonely)                                                            | Glenn Kessler    | Todd A. Kessler, Glenn Kessler és Daniel Zelman | 2011. szeptember 14. 2016. január 28.  |

## 5. évad (2012)
| Sor. | Év. | Cím                                                           | Rendező          | Író                                             | Premier                               |
| ---- | --- | ------------------------------------------------------------- | ---------------- | ----------------------------------------------- | ------------------------------------- |
| 50.  | 1.  | Bizalmas információk (You Want to End This Once and For All?) | Matthew Penn     | Todd A. Kessler, Glenn Kessler és Daniel Zelman | 2012. július 11. 2017. február 2.     |
| 51.  | 2.  | Az angolna (Have You Met the Eel Yet?)                        | Colin Bucksey    | Hans Tobeason                                   | 2012. július 18. 2017. február 2.     |
| 52.  | 3.  | A kudarc, az kudarc (Failure is Failure)                      | Jean de Segonzac | Arthur Phillips                                 | 2012. július 25. 2017. február 9.     |
| 53.  | 4.  | A szamuráj (I Love You, Mommy)                                | Marcos Siega     | Jason Wilborn                                   | 2012. augusztus 1. 2017. február 9.   |
| 54.  | 5.  | Családi kötelék (There's Something Wrong With Me)             | Tate Donovan     | Hans Tobeason                                   | 2012. augusztus 8. 2017. február 16.  |
| 55.  | 6.  | A szemtanú (I Need to Win)                                    | Daniel Zelman    | Josh Payne                                      | 2012. augusztus 15. 2017. február 16. |
| 56.  | 7.  | Vihar előtt (The Storm's Moving In)                           | Tate Donovan     | Todd A. Kessler, Glenn Kessler és Daniel Zelman | 2012. augusztus 22. 2017. február 23. |
| 57.  | 8.  | Örökség (I'm Afraid of What I'll Find)                        | Ken Girotti      | Hans Tobeason                                   | 2012. augusztus 29. 2017. február 23. |
| 58.  | 9.  | Galamb a tetőn (I Like Your Chair)                            | Steve Shill      | Todd A. Kessler, Glenn Kessler és Daniel Zelman | 2012. szeptember 5. 2017. március 2.  |
| 59.  | 10. | Végső fordulat (But You Don't Do That Anymore)                | Glenn Kessler    | Todd A. Kessler, Glenn Kessler és Daniel Zelman | 2012. szeptember 12. 2017. március 2. |